# Mongyawng
Mongyawng fou un principat shan situat al nord-est del Kengtung, fundat al segle XVIII per Inta Wasai, i que el 1814 fou incorporat a Kengtung. El principat estava format per les terres de la punta oriental de Kengtung que avancen cap a l'est deixant territori xinès al nord i laosià al sud. La seva població era de majoria wa.